# Katedrala Saint-Sacerdos v Sarlatu
Stolnica Saint-Sacerdos v Sarlatu (francosko Cathédrale Saint-Sacerdos de Sarlat) je francoska rimskokatoliška stolnica v mestu Sarlat-la-Canéda v departmaju Dordonja. Ima naslov sokatedrale škofije Périgueux in Sarlat. Leta 1840 je bila uvrščena med zgodovinske spomenike Francije. 
Škofija Sarlat je bila ustanovljena leta 1317 s številnimi škofijami v regiji po zatiranju Albižanov. Novi sarlatski škof je bil opat starodavne sarlatske opatije, katere cerkev je postala stolnica. Obnova se je začela leta 1504, vendar je bila dokončana šele v 1680-ih. (Zvonik je iz 9. stoletja). Škofija je bila ukinjena s konkordatom iz leta 1801 in njeno ozemlje je bilo preneseno na škofijo Périgueux.
Posvetilo se nanaša na svetega Sacerdosa in ne na latinski izraz sacerdos ("duhovnik"). Obstajata dva francoska svetnika, imenovana Sacerdos, vendar se stolnica nanaša na Sacerdosa iz Limogesa, čigar relikvije je prejela v srednjem veku.

## Arhitektura
Čeprav so ponovno uporabljeni nekateri romanski deli stare opatije, je splošni slog stolnice gotika nordijskega navdiha (prisotnost dveh stranskih ladij).
Karolinško stavbo je nasledila romanska stavba, od katere je ostal le zvonik iz 12. stoletja, ki je najstarejši del stavbe. Nekateri izklesani elementi so še vedno v notranjosti. Leta 1504 se je začela rekonstrukcija, škof Armand de Gontaud-Biron pa je gradbenemu mojstru Pierru Esclacheu zaupal nalogo gradnje nove cerkve, ki je bila prvotno izvedena po naročilu zidarskega mojstra Blaisa Bernarda. Ladja in kor sta bila uničena leta 1504, a le kor so lahko hitro obnovili do leta 1519. Ker financiranje kapitlja ni moglo zagotoviti del, je kor in stolp stoletje in pol ločevala praznina, ki jo je pustila rušitev romanske ladje.
Dela so se lahko nadaljevala šele leta 1682 in so bila dokončana leta 1685, ko so ob tej priložnosti prevzeli obok kora, zahvaljujoč posredovanju Franca III. de Salignaca de la Mothe-Fénelona, strica in botra Fénelona, učitelja Dauphin in nadškof Cambraia. Gotski oboki stolnice so torej v celoti iz 17. stoletja. Ta gotska vztrajnost v sodobnem času ni edinstvena. To je toliko želja po homogenosti kot zaupanje cerkvenih sponzorjev v dokazano tehnično mojstrstvo13.
Liturgično ureditev je prevzel njegov naslednik Pierre-François de Beauvau. Ker je strela uničila kapo zvonika, so njegovo streho po letu 1721 preoblikovali, da je dobila današnjo čebulasto podobo. Z novo fasado in postavitvijo orgel se je končala obnova cerkve, ki je bila končana sredi 18. stoletja.